# Sebastian Schack

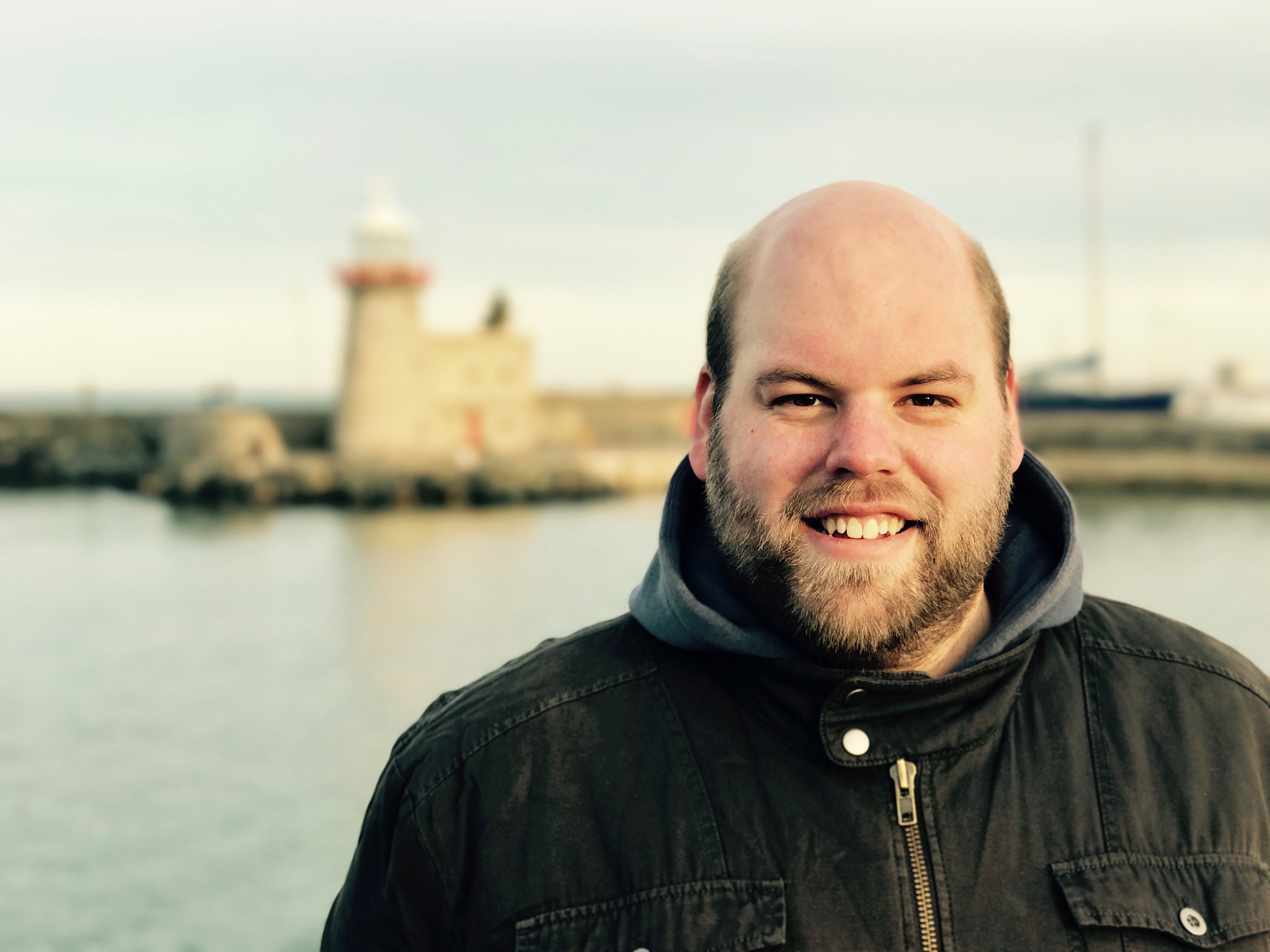
Sebastian Schack in Irland (2016)

Sebastian Schack (* 19. Februar 1985) ist ein deutscher Journalist, Autor und ehemaliger Chefredakteur des Magazins Mac Life.

## Leben
Schack lebt in Kiel, ist Fachinformatiker und war Student der Politikwissenschaften an der Christian-Albrechts-Universität zu Kiel. Beim Verlag Falkemedia betreute er als Abteilungsleiter alle Medien rund um Apple. Er war hierbei Chefredakteur der Mac Life und Ko-Chefredakteur des Craftbeer-Magazin. Weiterhin schreibt er für maclife.de, Tech.de und KIELerLEBEN.
Politisch war Schack Mitglied der Piratenpartei, jedoch engagierte er sich nicht öffentlich in der Partei. Inzwischen ist Schack Mitglied bei Bündnis 90/Die Grünen.

## Werke
- Die dreistufige Arbeitsmarktreform Dänemarks der 1990er: Ein Modell für Deutschland? Grin Verlag, 2013, ISBN 978-3-638-88324-5.